# John Nordlander
John Leonard Nordlander, född 4 oktober 1894 i Härnösand, död 17 maj 1961 i Göteborg, var en svensk sjöman, kapten och Svenska Amerika Linjens flaggskeppare. Han var befälhavare på rederiets fartygsresor över Atlanten och jorden-runtresor, av vilka han på två fartyg förde befäl under jungfruresan. Han genomförde också med flera fartyg betydande internationella räddningsinsatser, i synnerhet under andra världskriget. Totalt överfor John Nordlander Atlanten 532 gånger.

## Biografi
John Nordlander var son till styrmannen Per Nordlander och Carolina (född Persson), varigenom tillhörande släkten Nordlander från Bjärtrå, räknandes ett antal sjömän.. Nordlanders farfars bror, sjökaptenen Daniel Nordlander, deltog i det segerrika slaget vid Svensksund under Gustav III:s ryska krig, för vars insatser han erhöll medaljen För tapperhet i fält för stort personligt mod.

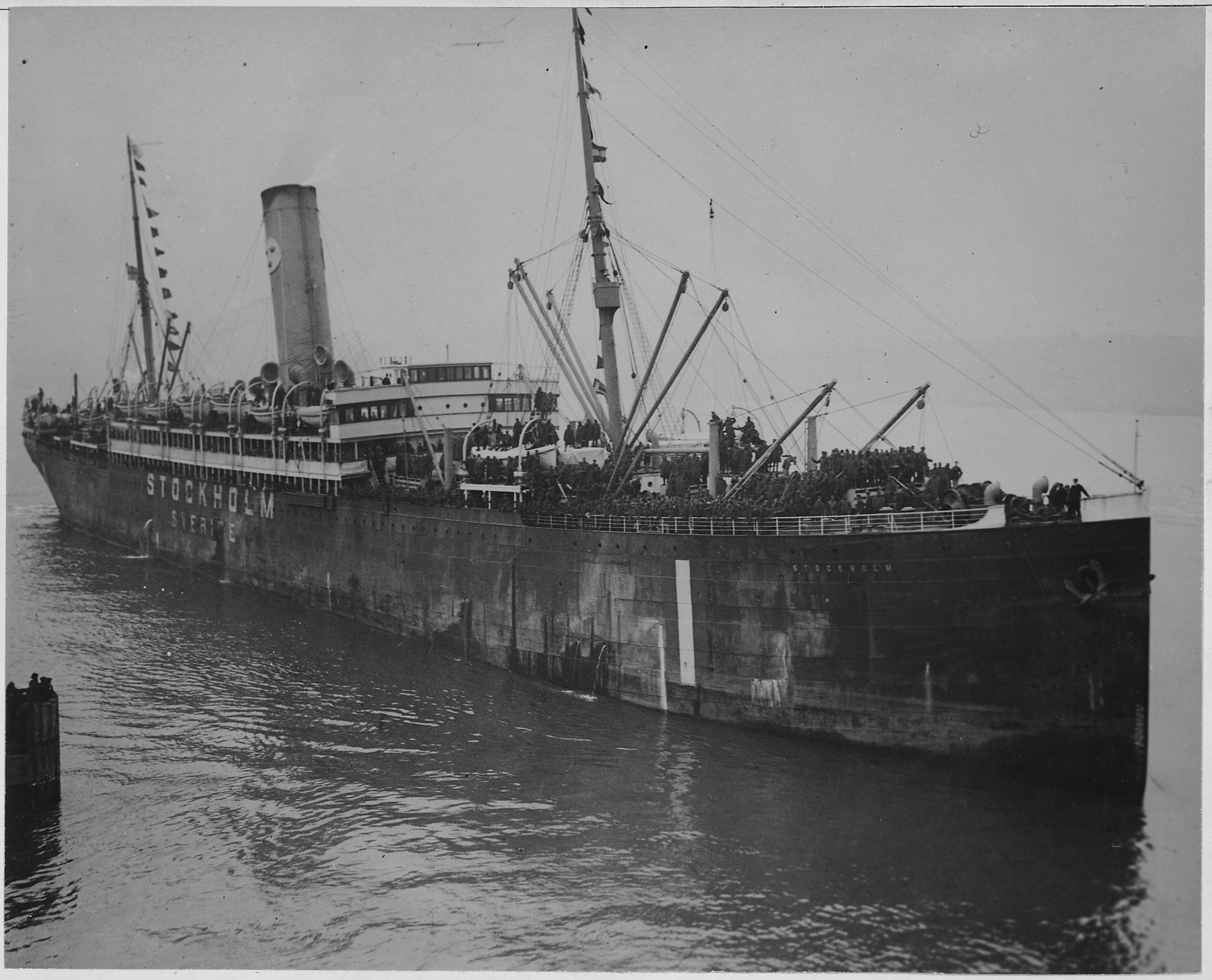
"Den första Stockholm"

Vid 20 års ålder gick Nordlander till sjöss vid Svenska marinen och utbildade sig senare till styrman i Härnösand och till kapten på Navigationsskolan i Göteborg. Nordlander anställdes hos Svenska Amerika Linien (SAL) i Göteborg 1920 och tjänstgjorde på alla dess fartyg fram till 1956. Från 1921 till 1928 var han på den första “Stockholm” med undantag av en kort mellantid, då han tjänstgjorde på dåvarande “Kungsholm”. Sedan tjänstgjorde han fram till 1941 som förste styrman på rederiets senaste och största fartyg, och från 1941 som kapten och fartygsbefäl på “Gripsholm” och “Drottningholm” samt på “Kungsholm II” och från 1953 som flaggskeppare på nya “Kungsholm III“ efter att ha varit kontrollant for detta fartyg under byggtiden i Holland..

### Fartygsbefäl
Fartyg där Nordlander var kapten inkluderade:
- M/S Kungsholm (1928) (1941, 1942), som John Ericsson (1947)
- S/S Drottningholm (1905) (1942–1948)
- M/S Stockholm (1948) (1948–1953, 1954),[9] senare omdöpt till MV Astoria
- M/S Kungsholm (1953) (1953–1954, 1955-1957)

#### MS Kungsholm II 1941-1942 och 1947

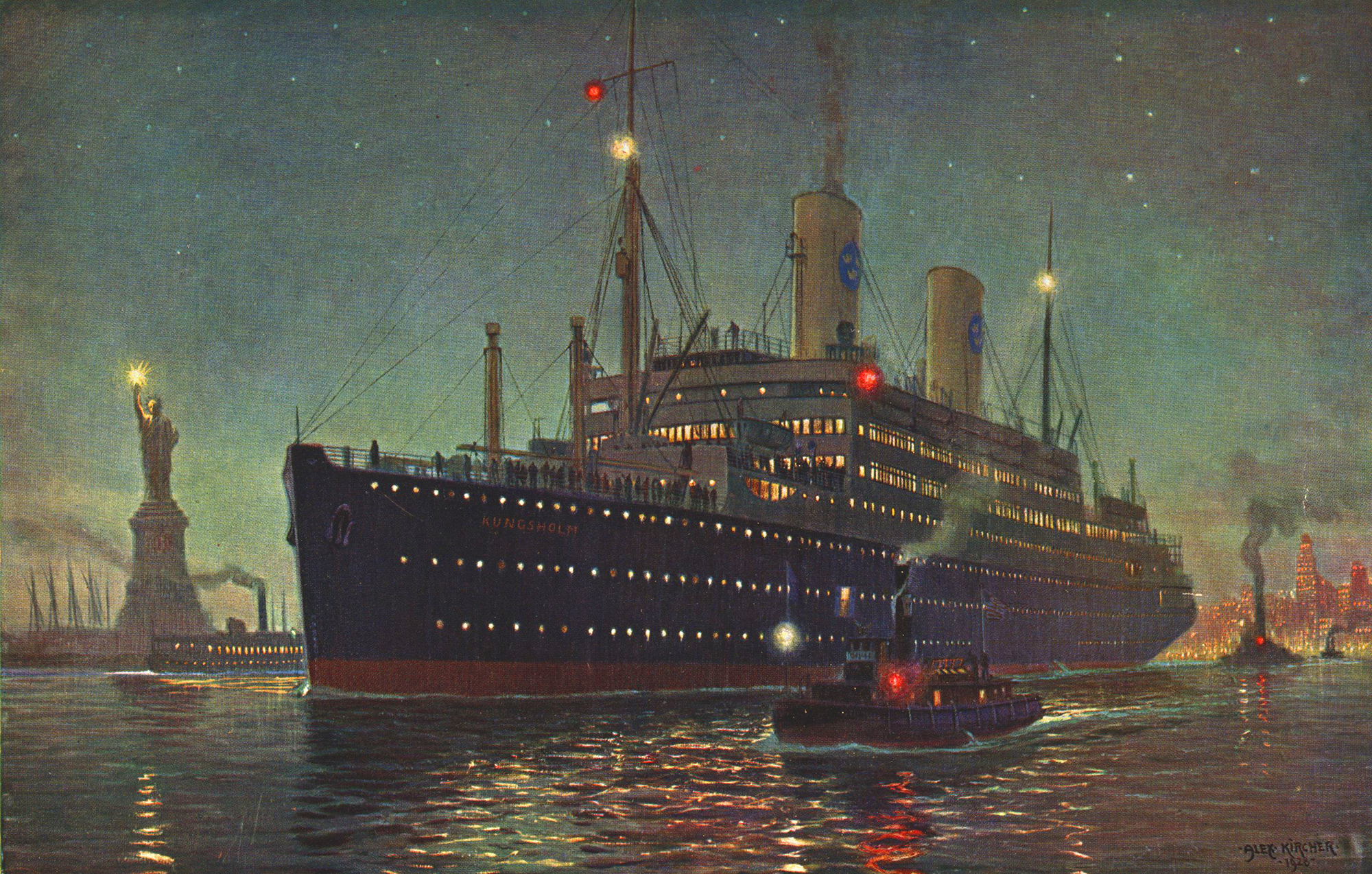
MS Kungsholm, målning 1928 av Alexander Kircher (1867–1939).

År 1941 förde han befäl över sitt första fartyg, M/S Kungsholm (1928), fram till att detta fartyg såldes och överlämnades till Förenta Staternas regering 1942.
När andra världskriget bröt ut beslagtogs M/S Kungsholm i New Yorks hamn, med John Nordlander som befälhavare. Fartyget fick amerikansk flagg och såldes av USA:s federala regering till United States Lines samt döptes om till USAT John Ericsson efter den svensk-amerikanske uppfinnaren John Ericsson (1803–1889). Med den amerikanske kaptenen John W. Anderson som befälhavare genomfördes under de följande åren transporter av 300 000 soldater för de allierade, trots attacker från ubåtar och flygvapen. Kungsholm deltog också vid invasionen av Normandie år 1944.
Nordlander förde åter befäl på fartyget år 1947, när SAL köpte tillbaka henne svårt brandskadad för 800 000 dollar.

#### SS Drottningholm 1942–1948

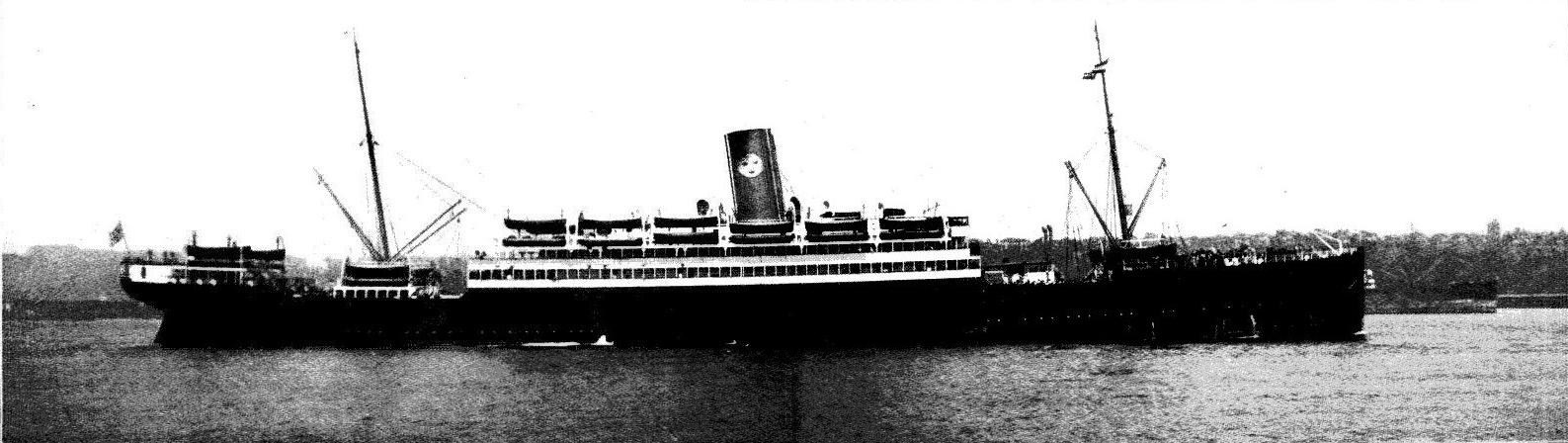
SS Drottningholm (1922).

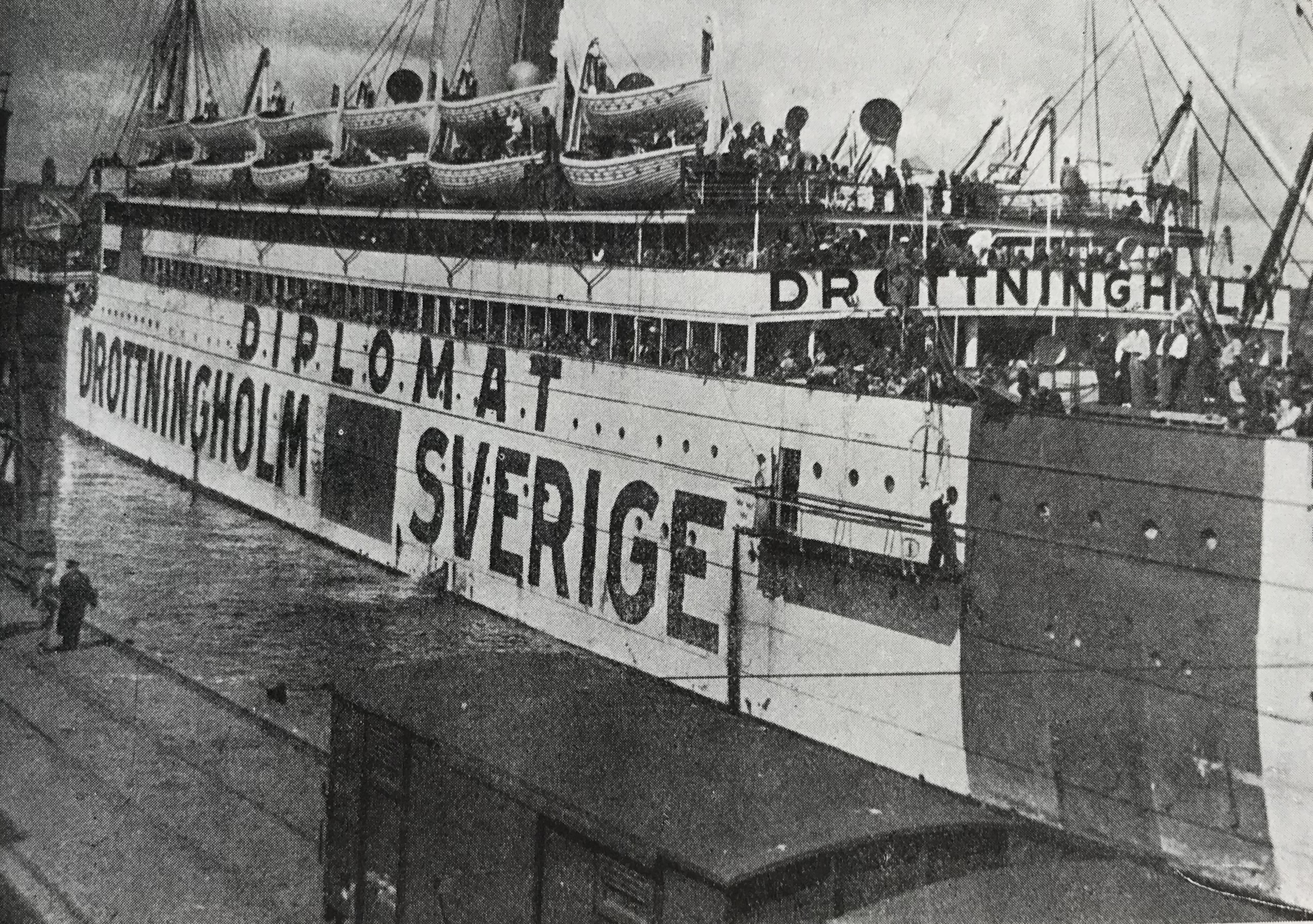
För båda fångutväxlingarna 1943 och 1944 i Göteborg användes SS Drottningholm, här fotograferad i Göteborgs hamn.

Mellan 1942 och 1948 förde han befälet på “Drottningholm”. Som kapten på Drottningholm under andra världskriget var Nordlander 1942-1948 ansvarig för räddningen av tusentals krigsfångar  och krigsoffer, genom en sjöresa genom fientliga vatten i samarbete med Röda Korset och de allierade under andra världskriget och med stöd av svenska kungafamiljen.
Från 1942 hyrde Röda Korset Drottningholm av Svenska Amerika Linien, till största delen med medel från USA, för att utföra transporter av fångar och sårade under andra världskriget. Drottningholm bar under denna tid skyltar med texten "Freigeleit - Protected, Drottningholm Sweden", och seglade med full belysning även nattetid. Under 1942, bar SS Drottningholm skyltar med texten "Diplomat - Drottningholm Sverige" när man transporterade invalidiserade soldater, offer från koncentrationsläger i Nazityskland och diplomater från Liverpool, Storbritannien, till Nordamerika. Tillsammans med M/S Gripsholm kallades de för "Vita båtarna" (i analogi med de vita bussarna) eftersom de för uppgiften var helt vitmålade och gick fullt upplysta över havet. De hade målade svenska flaggor på sidorna, Röda korsets symbol på däck och ordet "diplomat" i stora bokstäver på sidorna av skrovet. Drottningholm användes på detta sätt vid fångutväxlingarna i Göteborg 1943 och 1944 då mer än 10 000 fångar utväxlades. 
De båda fartygen gjorde 33 utväxlingsresor, tillsammans 29 633 personer.
John Nordlander var befälhavare när dessa krigsfångar genom Röda Korsets försorg repatrierades från Nazityskland till Sverige, för vilken gärning han år 1948 belönades med Svenska Röda Korsets högsta utmärkelse.
Under en annan resa i april 1945 anlöpte man  Liverpool med 212 exinternerade personer från Kanalöarna.:172-9 Senare resor indikerar att man bara under en resa transporterade 1 362 personer till säkerhet.
År 1946 såldes Drottningholm till Mediterranean Lines Inc (Home Lines), Panama, och 1948 döptes om till T/S Brazil. Hon byggdes åter om 1951 och döptes till S/S Homeland. Hon höggs upp 1955 i Trieste.

#### Stockholm 1948–1953, 1954

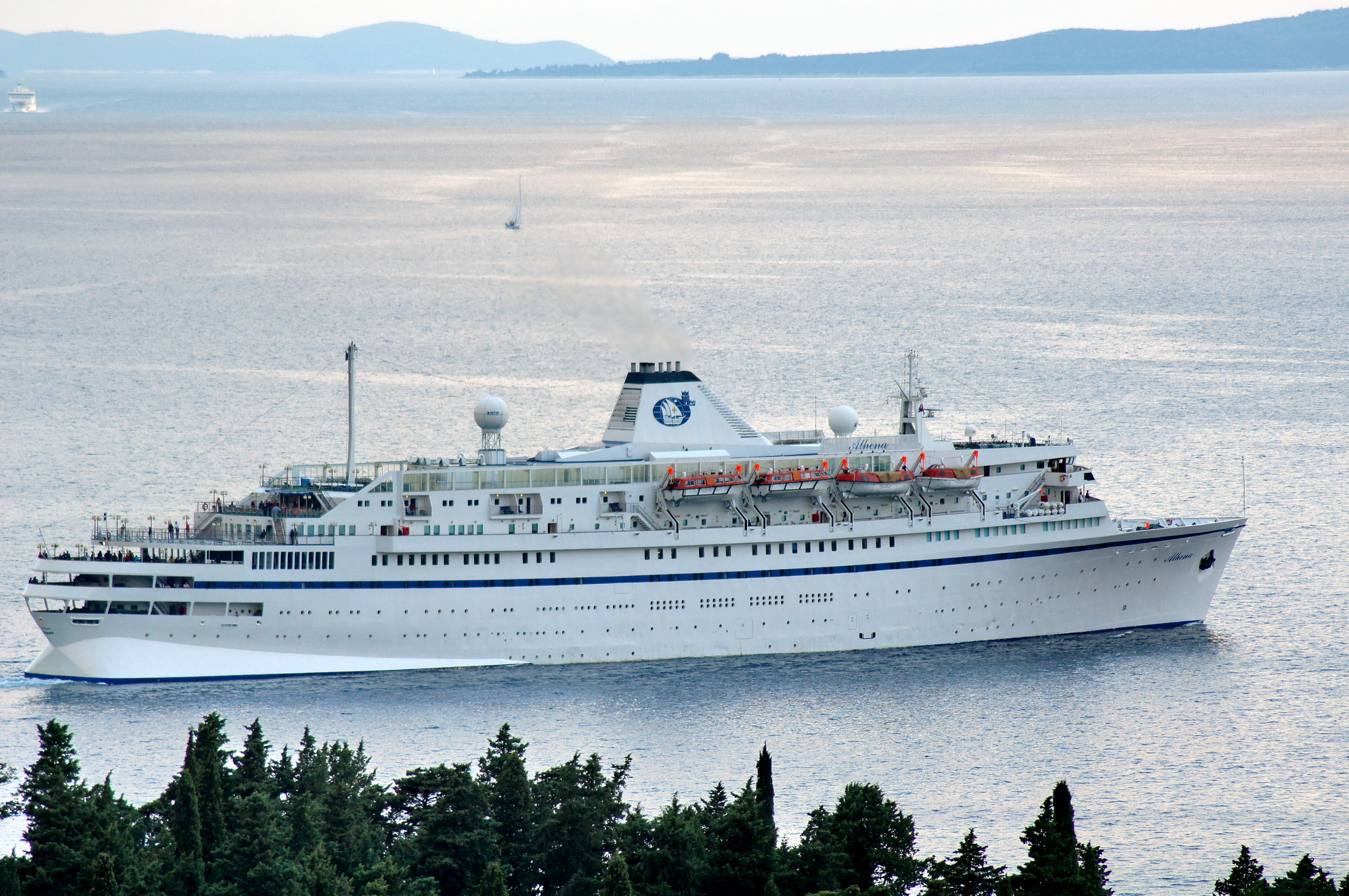
M/S Athena, f.d. Stockholm, i Medelhavet utanför Split 2011.

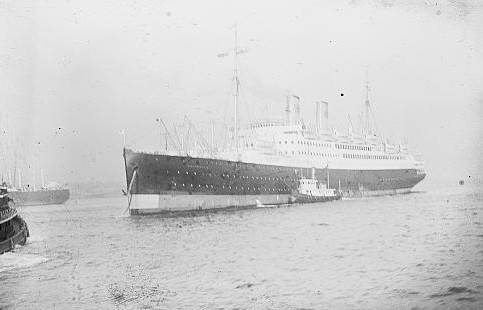
M/S Gripsholm (1925)

Efter krigsslutet förde Nordlander befäl på M/S Stockholm (1948). Fartyget byggdes på Götaverken 1948, och gjorde sin jungfrutur samma år. Han var befälhavare på Stockholm fram till 1953, när den nya Kungsholm byggts, varvid kapten Gunnar Nordenson övertog befälet på Stockholm, med undantag för året 1954 när Nordlander var kapten. 1956 med Nordenson som befälhavare, kolliderade Stockholm med den italienska atlantångaren Andrea Doria, vilken därefter sjönk.

#### Nya Kungsholm och flaggskeppare 1953–1954, 1955–1957

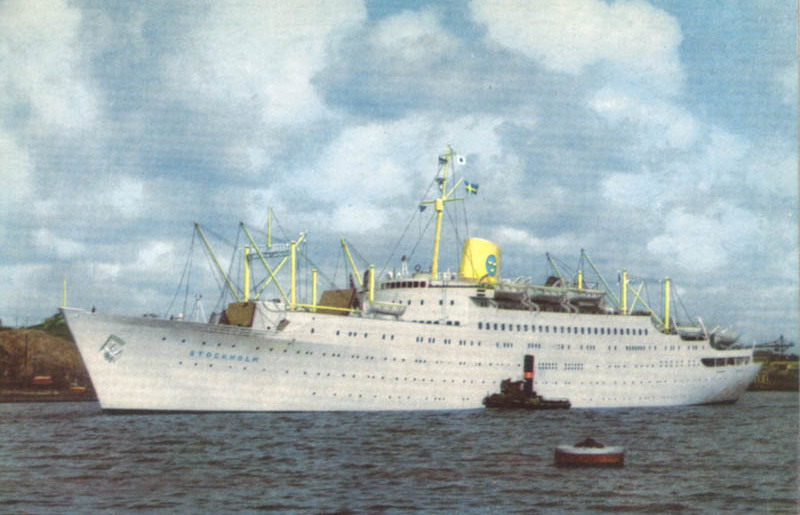
M/S Kungsholm (1953) (1952).

John Nordlander var kapten på jungfruresan för det nya flaggskeppet M/S Kungsholm, en resa med svenska kungafamiljen som passagerare. De anlände under pompa och ståt till New York samma år som staden firade sitt 300-årsjubileum, med ett högtidligt möte vid frihetsstatyn med det gamla flaggskeppet M/S Gripsholm  som avgick mot Göteborg på sin sista resa för SAL under befäl av flaggskepparen Sigfrid Ericson. Året efter, 1954, såldes Gripsholm till rederiet Norddeutscher Lloyd och blev omdöpt till Berlin varvid Nordlander tillträdde som SAL:s nya flaggskeppare.

### Räddningsinsatser efter kriget
Förutom sina insatser under andra världskriget bidrog John Nordlander under sin senare yrkeskarriär vid ytterligare ett antal räddningsoperationer till sjöss.
Bland dessa kan nämnas år 1950 när det norska fartyget M/S Kronprins Olav (1937) plötsligt fattade eld utanför Hallands kust. Trots en extrem dimma lyckades Nordlander med hjälp av fartygsradarn bärga och bogsera det brinnande fartyget och dess 120 passagerare till närmsta hamn.
Även det 7 000 ton tunga brittiska fartyget MV Argobeam, som år 1955 fattade eld utanför Irlands kust, räddades av John Nordlander.
John Nordlander pensionerades 1957.  Bland hans utmärkelser kan nämnas Vasaorden av första klassen, The Delaware Medal och Emmery Medal for lång och trogen tjänst.
Nordlander avled 1961 i Göteborg och är begravd på Östra kyrkogården i Göteborg.

## Utmärkelser
- Sverige: Riddare av Vasaorden (1945)
- Danmark: Dannebrogorden
- Finland: Finlands Lejons orden
- Storbritannien: Sea Gallantry Medal (1956),  i silver av drottning Elizabeth II för räddningen av MV Argobeam[16]
- USA: World War II Victory Medal
- Sverige: Kungliga Patriotiska Sällskapet[17]
- Delaware: Medal of Delaware [18]
- Sverige: Sjöräddningssällskapets förtjänstmedalj [19]
- Sverige: Röda Korsets förtjänstmedalj För mod och rådighet till sjöss under farofylld tid, instiftades av kung Gustaf V år 1941 och utdelades under andra världskriget, fram till 1945 till 16 personer.[18]
- Kuba: Förtjänstorden inom Kubanska Röda Korset

### Filmer
- Swedish ship Drottningholm arrives in US with diplomatic officers leaving Axis nations (1942) (The March of Time), Steven Spielberg Jewish Film Archive, United States Holocaust Memorial Museum
- Refugee ship Drottningholm arrives (1942) (Associated Press Archive)
- Former US Diplomats From Europe Brought to New York on Ocean Liner (1942), Getty Images
- Ship launching at Swedish Harbor; Red Cross Ships with POWS (1944) (The March of Time), Steven Spielberg Jewish Film Archive, United States Holocaust Memorial Museum
- Hospital Ship 'Drottningholm' (1944), Hospital Ship 'Drottningholm' i Liverpool
- Semester på Atlanten (1954) ombord M/S Kungsholm Semester på Atlanten, Filmarkivet, Svenska Filminstitutet (kapten John Nordlander kan ses från 12.00 och framåt)
- The S.S. Drottningholm (2014), en kort film av Molly DeVries om den judisk-amerikanske konsertpianisten Walter Hautzig och författaren Esther Hautzig, som möttes under en räddningsexpidition ombord på SS Drottningholm och senare gifte sig

### Foton
- "Prinsessan Sibylla, kronprins Carl Gustaf och prinsessorna hälsas välkomna ombord av kaptenJohn Nordlander" (1953), Library of Congress